# BLACK SHOUT
『BLACK SHOUT』（ブラック・シャウト）は、 Roseliaが2017年4月19日に発売したシングルである。
Roseliaは、ブシロードのメディアミックスプロジェクト『BanG Dream!』から誕生した2組目のリアルバンドであり、本作はバンドにとってのデビューシングルである。
通常盤（BRMM-10086）と生産限定盤（BRMM-10085）の二種類がリリースされた。生産限定盤のBlu-rayには、表題曲『BLACK SHOUT』のミュージックビデオの他、2017年2月5日に開催された『BanG Dream! 3rd☆LIVE Sparklin’ PARTY 2017!』のRoselia演奏パートを収録している。
表題曲の『BLACK SHOUT』はRoseliaらしいダークでクールな楽曲で、カップリング曲の『LOUDER』はハイポップなロックチューンとされている。
また、5トラック目には音声ドラマ形式の「Roseliaミニドラマ〜バンド練習編〜」が収録されている。
また、両盤共通の初回生産特典として2017年6月30日開催「Roselia 1st Live」のチケット先行抽選申込券とオリジナルキャラステッカー（全6種の内ランダムで1枚）が封入されていた。

## 作品背景・音楽性
Roseliaのボーカルである湊友希那を演じる相羽あいなは、「BLACK SHOUT」について、ゲームの中でメンバーが揃ったときにできた曲であるとして印象深いと、超!アニメディアとのインタビューの中で話しており、演者としては経験が少なかったため試行錯誤が多かったと話している。
カップリング曲である「LOUDER」は友希那と父親の関係性を背景としており、相羽はこの楽曲のキーが高くて歌いにくかったうえ、テンポが速過ぎて楽器隊も苦労していたとインタビューの中で話している。
また、「LOUDER」は飛ぶ鳥をモチーフとしている。
なお、「BLACK SHOUT」を作曲した上松範康、「BLACK SHOUT」と「LOUDER」の作詞を担当した織田あすか、そしてこれら2曲の編曲並びに「LOUDER」の作曲を担当した藤永龍太郎はいずれも、Elements Gardenに所属している。

## 収録曲
生産限定盤・通常盤共通
全作詞：織田あすか、全編曲：藤永龍太郎
1. BLACK SHOUT
  - 作曲：上松範康

2. LOUDER
  - 作曲：藤永龍太郎

3. BLACK SHOUT（instrumental）
4. LOUDER（instrumental）
5. Roseliaミニドラマ〜バンド練習編〜
  - 出演：Roselia

Blu-ray（生産限定盤のみ）
1. Roseliaライブ映像
  1. 魂のルフラン（OA：高橋洋子）
  2. Hacking to the Gate（OA：いとうかなこ）
  3. BLACK SHOUT

2. 『BLACK SHOUT』 Music Video Live Ver.

## パフォーマンス
「BLACK SHOUT」と「LOUDER」は、いずれもAnimelo Summer Live 2017にて披露された。
リスアニのイベントレポートにおいて、「BLACK SHOUT」は「ダークなイメージを促進するメタル・サウンドを生演奏でガッツリ披露して、バンドとしての実力を示す。」と評されている一方、「LOUDER」は独特のクールなゴシック世界が展開されたと記されている。
また、後者では炎が上がる演出も用いられた。

## チャート成績
発売前に、Amazonランキングのアニメ・音楽ジャンルで1位を獲得。2017年5月1日付オリコン・週間シングルチャートで週間7位を記録、初週に約1.1万枚を売り上げた。また、2017年5月時点でのプロジェクト関連作品の最高順位であったPoppin'Partyのシングル「走り始めたばかりのキミに/ティアドロップス」の週間10位も更新し、Pastel*Palettesのシングル「しゅわりん☆どり〜みん」がオリコン週間4位を記録するまでは、プロジェクト関連作品の最高順位であった。

## 評価
CDJournalのミニレビューにおいて、「BLACK SHOUT」はRoseliaの世界に合ったダークでエッジの効いたロック・チューンであるとされており、鐘の音が世界観の構成に役立っていると評されている。
TechinsightJapan編集部の真紀和泉は、Roseliaがゲスト出演したNHKのテレビ番組『沼にハマってきいてみた』の記事の中で「BLACK SHOUT」について言及している。真紀は同楽曲の曲調や歌い方、声質がモーニング娘。を思わせると指摘しており、モーニング娘。’19の加賀楓が推すことで双方のファンが興味を持てば彼女もうれしいだろうと述べている。